# 不看鐵達尼號的男人
《不看鐵達尼號的男人》（芬蘭語：Sokea mies, joka ei halunnut nähdä Titanicia）是一部於2021年上映的芬蘭劇情片。該片由泰穆·尼基編導，全片以視障者角度拍攝，「這次我想讓觀眾體驗，失明是什麼感覺。全片都用特寫鏡頭拍攝，主角周圍的世界模糊而柔和，他的臉和手就是這部電影的舞台」。
本片入選第78屆威尼斯影展地平線拓展單元，得到地平線拓展單元觀眾票選獎。2022年金馬奇幻影展參展片之一，天馬行空數位有限公司於觀影後決定買下院線片版權，2022年6月24日上映。

## 劇情
幽默健談的亞科熱愛電影，滿室的DVD是他的最大資產，雖然身染多發性硬化症逐漸失明不良於行，但他仍堅持獨居僅聘請看護打理生活，日子裡最大的慰藉是用手機和身患同樣疾病的女子暢聊電影。當他得知素未謀面的她病情惡化，即使火車一小時即可抵達的旅途對現在的他如同千山萬水，依然決定隻身前往探望。

### 製作
導演泰穆·尼基表示，自己和男主角佩特里·波科萊寧是軍中同袍，曾經在閉幕晚會上共同演出，退伍後各自在戲劇圈、電影圈努力追夢，「我們二十多年沒有聯絡，直到某天突然收到佩特里的訊息，聊起當年一起做電影夢的往事，說到他從戲劇學院畢業後，一直以職業演員為生，直到被診斷出患有多發性硬化症。如今只能仰賴輪椅行動，且雙目失明。」泰穆·尼基問佩特里·波科萊寧是否還想演戲，佩特里坦言「當演員」仍然是夢想。於是兩人共同著手展開《不看鐵達尼號的男人》的創作之路。
泰穆·尼基在思考劇本的時候，一開始就決定不以佩特里本人為傳記類型電影原型，導演以自身對1980年代電影和約翰·卡本特的熱愛，以恐怖科幻為方向寫出為佩特里量身打造的劇本，並表示自己才是沒看過鐵達尼號的人，反倒是佩特里看過。運鏡方面，泰穆·尼基在整部電影裡大膽運用失焦的視覺、晃動的鏡頭、近距離拍攝演員的表情特寫，和大量周遭紛至的環境音，讓觀影者沉浸式體會男主角的視界。

## 獎項與參展
- 2021年 第78屆威尼斯影展地平線拓展單元觀眾票選獎[3]
- 2021年 土耳其安塔利亞影展最佳男演員獎[8]
- 2021年 釜山國際影展參展[3]
- 2021年 塔林黑夜影展參展[3]
- 2021年 西南偏南參展[3]
- 2022年 第12屆北京國際電影節最佳影片、最佳男主角、最佳編劇[9]

## 外部鏈接
- 互联网电影数据库（IMDb）上《不看鐵達尼號的男人》的资料（英文）
- 爛番茄上《不看鐵達尼號的男人》的資料（英文）
- 豆瓣电影上《不看鐵達尼號的男人》的資料 （简体中文）